# Lúcio Emílio Papo
Lúcio Emílio Papo (em latim: Lucius Aemilius Papus) foi um político da gente Emília da República Romana eleito cônsul em 225 a.C. com Caio Atílio Régulo. Era sobrinho de Quinto Emílio Papo, cônsul em 283 e 278 a.C.. Comandou os romanos na vitória contra os gauleses na batalha de Telamão em 225 a.C..

## Consulado (225 a.C.)
Foi eleito cônsul com Caio Atílio Régulo em 225 a.C., ano da grande guerra na Gália Cisalpina. Os gauleses, que já vinham demostrando hostilidade nos anos anteriores, foram reforçados por aliados vindos do outro lado dos Alpes e preparavam uma outra invasão à península Itálica. O comando da guerra foi entregue a Papo enquanto Régulo lidava com uma revolta na Sardenha. Papo estabeleceu seu comando em Arímino (moderna Rimini) enquanto um segundo exército, comandado por um pretor, marchou para a Etrúria. Os gauleses iniciaram a invasão penetrando entre os dois exércitos e devastando o território etrusco. Primeiro encontraram e derrotaram o exército do pretor na Batalha de Fésulas e o teriam destruído completamente se não fosse uma intervenção de Papo.
Os gauleses em seguida começaram uma retirada para não serem obrigados a enfrentar o principal exército sob o comando do cônsul. Durante a retirada ao longo da costa da Ligúria, tiveram que lutar com outro exército consular, convocado da Sardenha e que havia desembarcado em Pisa. Obrigados a lutar mesmo estando em uma posição desvantajosa, os gauleses lutaram furiosamente na planície conhecida como Campo Régio na batalha que ficou conhecida como Batalha de Telamão. No final, apesar da morte de Atílio Régulo, a vitória romana foi total: segundo as fontes, os romanos mataram 40 000 e aprisionaram outros 10 000 gauleses, incluindo o líder Concolitano (o outro, Aneroesto, se matou para não ser capturado). Para consolidar sua vitória, Emílio Papo marchou seu exército pelo território dos gauleses boios, devastando tudo o que o foi possível. Em seu retorno a Roma, recebeu um triunfo.

## Censor (220 a.C.)
Em 220 a.C., Emílio Papo foi eleito censor com Caio Flamínio Nepos, ano no qual foram registrados 270 213 cidadãos romanos.

## Segunda Guerra Púnica
Em 218 a.C., foi um dos cinco homens enviados em comissão a Cartago depois do Cerco de Sagunto por Aníbal. No mesmo ano, juntamente com Marco Atílio Régulo e o tribuno da plebe Lúcio Escribônio Libão, foi um dos triúnviros (triumviri mensarii) nomeados para resolver a questão da falta de dinheiro em Roma por causa da guerra.